# Greenowie w wielkim mieście
Greenowie w wielkim mieście (ang. Big City Greens, od 2018) – amerykański serial animowany stworzony przez braci Houghtonów – Chrisa i Shane’a oraz wyprodukowany przez wytwórnię Disney Television Animation.
Premiera serialu odbyła się w Stanach Zjednoczonych 18 czerwca 2018 na amerykańskim Disney Channel. W Polsce premiera serialu odbyła się w tym samym dniu na antenie polskiego Disney XD.
Dnia 17 maja 2018, stacja Disney Channel ogłosiła, że powstanie drugi sezon serialu przed telewizyjnym debiutem. Dnia 13 stycznia 2021 potwierdzono trzeci sezon serialu.

## Fabuła
Serial opisuje perypetie ciekawego świata chłopca – Świerszcza Greena, który jest pozytywnie nastawiony do życia. Jego rodzina – ojciec Bill, babcia Alice i siostra Tilly rezygnują z życia na farmie i przeprowadzają się do wielkiego miasta. Świerszcz i jego bliscy przeżyją ciekawe przygody, poznają nowych ludzi, a także odkryją wady oraz zalety życia w mieście.

## Bohaterowie
- Świerszczu Green – główny bohater, wiejski chłopiec, który przeprowadził się z farmy do wielkiego miasta. Ma 10 lat[5][6].
- Tilly Green – starsza siostra Świerszcza, ma 12 lat[5][6].
- Bill Green – farmer, który jest ojcem Świerszcza i Tilly.
- Alice Green – babcia Świerszcza i Tilly oraz matka Billa.
- Nancy Green - żona Billa, matka Świerszcza i Tilly.
- Nick Malligan - dziadek Świerszcza i Tilly oraz ojciec Nancy
- Remy Remington – najlepszy kolega Świerszcza i Tilly. Jest bardzo mądry i kocha futbol amerykański. Jego ojciec jest legendą futbolu amerykańskiego.
- Gloria Sato - młoda kobieta, która pracowała w Dużej Kawie, aktualnie pracuje w Gloria + Green Café.

## Produkcja
4 marca 2016 amerykański Disney XD otrzymał zielone światło na nowy serial pod roboczą nazwą Country Club. Serial został stworzony przez braci Houghtonów – Chrisa i Shane’a, którzy pracowali nad serialem Henio Dzióbek stacji Nickelodeon. Chris Houghton pracował również jako autor scenopisów w Wodogrzmotach Małych wraz z Robem Renzettim. 21 lipca 2017 tytuł serialu zmieniono na Big City Greens, a dzień później pojawiła się zapowiedź, która została ogłoszona na konwencie San Diego Comic-Con.

## Spis odcinków

### Seria 1 (2018–2019)
| Nr | Tytuł                                   | Tytuł polski                                      | Premiera            | Premiera w Polsce                         |
| -- | --------------------------------------- | ------------------------------------------------- | ------------------- | ----------------------------------------- |
| 1  | Space Chicken / Steak Night             | Kosmiczny kurak / Wieczór steków                  | 18 czerwca 2018     | 18 czerwca 2018                           |
| 2  | Cricket Versus / Blue Tater             | Zasłużyć na nazwisko / Niebieska pyra             | 19 czerwca 2018     | 19 czerwca 2018 (A) 20 czerwca 2018 (B)   |
| 3  | Swimming Fool / Tilly’s Goat            | Skok z wieży / Koza Tilly                         | 20 czerwca 2018     | 21 czerwca 2018 (A) 22 czerwca 2018 (B)   |
| 4  | Cricketsitter / Backflip Bill           | Opiekunka / Bill gimnastyk                        | 21 czerwca 2018     | 25 czerwca 2018 (A) 26 czerwca 2018 (B)   |
| 5  | Gramma’s License / Bear Trapped         | Prawko Babci / Miśka                              | 22 czerwca 2018     | 6 września 2018 (A) 7 września 2018 (B)   |
| 6  | Photo Op / Remy Rescue                  | Rodzinna fotografia / Ratować Remy’ego            | 25 czerwca 2018     | 27 czerwca 2018 (A) 28 czerwca 2018 (B)   |
| 7  | Gridlocked / Mama Bird                  | W korku / Ptasia mama                             | 27 czerwca 2018     | 29 czerwca 2018 (A) 2 lipca 2018 (B)      |
| 8  | Welcome Home / Raccooned                | Witajcie w domu / Zszopowani                      | 2 lipca 2018        | 3 lipca 2018 (A) 4 lipca 2018 (B)         |
| 9  | Fill Bill / Critterball Crisis          | Na bogato / Świerszczoballe                       | 9 lipca 2018        | 5 lipca 2018 (A) 6 lipca 2018 (B)         |
| 10 | Parade Day / DIY Guys                   | Dzień parady / Zrób to sam                        | 11 lipca 2018       | 4 września 2018 (A) 5 września 2018 (B)   |
| 11 | Gargoyle Gals / Supermarket Scandal     | Nowa koleżanka / Skandal w supermarkecie          | 16 lipca 2018       | 11 września 2018 (A) 12 września 2018 (B) |
| 12 | Barry Cuda / Suite Retreat              | Barry Cuda / Pokój hotelowy                       | 18 lipca 2018       | 3 września 2018                           |
| 13 | Family Legacy / Paint Misbehavin’       | Scheda / Malarstwo                                | 23 lipca 2018       | 13 września 2018 (A) 14 września 2018 (B) |
| 14 | Rated Cricket / Homeshare Hoedown       | Jestem dorosły / Gość w dom                       | 25 lipca 2018       | 17 września 2018 (A) 18 września 2018 (B) |
| 15 | Cricket’s Shoes / Feud Fight            | Zastąp Świerszcza / W dzień targowy               | 30 lipca 2018       | 19 września 2018 (A) 20 września 2018 (B) |
| 16 | Breaking News / Cyberbullies            | Parcie na szkło / Cyber zbóje                     | 1 sierpnia 2018     | 21 września 2018 (A) 24 września 2018 (B) |
| 17 | Tilly Tour / Dinner Party               | Szlak Tilly / Proszona kolacja                    | 6 sierpnia 2018     | 25 września 2018 (A) 26 września 2018 (B) |
| 18 | Coffee Quest / Phoenix Rises            | Walka o kawę / Ucieczka Phoenix                   | 8 sierpnia 2018     | 27 września 2018 (A) 28 września 2018 (B) |
| 19 | Blood Moon: Part 1 / Blood Moon: Part 2 | Krwawy księżyc: Część 1 / Krwawy księżyc: Część 2 | 6 października 2018 | 31 października 2018                      |
| 20 | Big Deal / Forbidden Feline             | Ceno-bijcy / Zakazany kotek                       | 3 listopada 2018    | 7 maja 2019 (A) 8 maja 2019 (B)           |
| 21 | Uncaged: Part 1 / Uncaged: Part 2       | Na wolności: Część 1 / Na wolności: Część 2       | 11 stycznia 2019    | 6 maja 2019                               |
| 22 | Harvest Dinner / Winner Winner          | Rodzinny obiad / Zwycięzcy                        | 12 stycznia 2019    | 9 maja 2019 (A) 10 maja 2019 (B)          |
| 23 | Night Bill / Cheap Snake                | Nocny Bill / Wężyk                                | 19 stycznia 2019    | 13 maja 2019 (A) 14 maja 2019 (B)         |
| 24 | Hiya Henry / People Watching            | Heja Henio / Obserwowanie ludzi                   | 26 stycznia 2019    | 15 maja 2019 (A) 16 maja 2019 (B)         |
| 25 | Valentine's Dance / Green Streets       | Walentynkowe tańce / Stróż porządku               | 2 lutego 2019       | 22 sierpnia 2019 (A) 23 sierpnia 2019 (B) |
| 26 | Hurty Tooth / Sleepover Sisters         | Boliząbek / Psychiczne ogniwo                     | 9 lutego 2019       | 19 sierpnia 2019                          |
| 27 | Trailer Trouble / Mansion Madness       | Przyczepa mamy / U Remingtonów                    | 16 lutego 2019      | 20 sierpnia 2019 (A) 21 sierpnia 2019 (B) |
| 28 | Park Pandemonium / Cricket's Biscuits   | Parkowe szaleństwo / Ciastka Świerszcza           | 23 lutego 2019      | 26 sierpnia 2019                          |
| 29 | Skunked / Axin' Saxon                   | Atak skunksów / Kto zniszczył Saksona?            | 2 marca 2019        | 27 sierpnia 2019 (A) 28 sierpnia 2019 (B) |
| 30 | Cricket's Place / Volunteer Tilly       | Świerszczu na swoim / Wolontariuszka              | 9 marca 2019        | 29 sierpnia 2019 (A) 30 sierpnia 2019 (B) |

### Seria 2 (2019–2021)
| Nr | Tytuł                                | Tytuł polski                                      | Premiera          | Premiera w Polsce                                 |
| -- | ------------------------------------ | ------------------------------------------------- | ----------------- | ------------------------------------------------- |
| 31 | Cricket's Kapowie! / Car Trouble     | Dynamit! / Vrümka                                 | 16 listopada 2019 | 9 grudnia 2019                                    |
| 32 | Urban Legend / Wishing Well          | Wiedźma z bagien / Studnia życzeń                 | 23 listopada 2019 | 10 grudnia 2019                                   |
| 33 | Elevator Action / Bad Influencer     | Spotkanie w windzie / Zły influencer              | 30 listopada 2019 | 12 grudnia 2019 (A) 13 grudnia 2019 (B)           |
| 34 | Green Christmas                      | Święta Greenów                                    | 7 grudnia 2019    | 11 grudnia 2019                                   |
| 35 | Reckoning Ball / Clubbed             | Przeprosiny / Koleżanki                           | 14 grudnia 2019   | 2 marca 2020 (A) 3 marca 2020 (B)                 |
| 36 | Impopstar / Football Camp            | Pseudo celebryta / Obóz footballowy               | 11 stycznia 2020  | 4 marca 2020 (A) 5 marca 2020 (B)                 |
| 37 | Heat Beaters / Bill-iever            | Pokonać upał / Kosmici                            | 18 stycznia 2020  | 6 marca 2020 (A) 9 marca 2020 (B)                 |
| 38 | Unnamed Beach / Dream Weaver         | Rekin / Sny                                       | 25 stycznia 2020  | 10 marca 2020 (A) 11 marca 2020 (B)               |
| 39 | Level Up / Wild Side                 | Wyższy poziom / Dzikość                           | 1 lutego 2020     | 12 marca 2020 (A) 13 marca 2020 (B)               |
| 40 | Garage Tales / Animal Farm           | Opowieści z garażu / Folwark zwierząt             | 8 lutego 2020     | 5 października 2020 (A) 6 października 2020 (B)   |
| 41 | Desserted / The Gifted               | Przejedzeni / Prezenty                            | 11 lipca 2020     | 7 października 2020 (A) 8 października 2020 (B)   |
| 42 | Time Crisis / Gramma Driver          | Przyszłość / Babcia kierowca                      | 18 lipca 2020     | 9 października 2020 (A) 12 października 2020 (B)  |
| 43 | Tilly Style / I, Farmbot             | Styl Tilly / Ja, Farmbot                          | 25 lipca 2020     | 13 października 2020 (A) 14 października 2020 (B) |
| 44 | Friend Con / Flimflammed             | Kolega dla taty / Oskubany                        | 1 sierpnia 2020   | 15 października 2020 (A) 16 października 2020 (B) |
| 45 | Greens' Acres / Dolled Up            | Ojcowizna / Lalki                                 | 8 sierpnia 2020   | 19 października 2020 (A) 20 października 2020 (B) |
| 46 | Gabriella's Fella / Cheap Show       | Malowanie z Gabriellą / Po taniości               | 15 sierpnia 2020  | 21 października 2020 (A) 22 października 2020 (B) |
| 47 | Green Mirror / Cricket's Tickets     | Wy bez wad / Piracki bankiet                      | 22 sierpnia 2020  | 23 października 2020 (A) 26 października 2020 (B) |
| 48 | Times Circle / Super Gramma!         | Przedstawienie / Super babcia                     | 29 sierpnia 2020  | 27 października 2020 (A) 28 października 2020 (B) |
| 49 | Present Tense / Hurt Bike            | Prezent dla przyjaciela / Trauma                  | 12 września 2020  | 29 października 2020 (A) 30 października 2020 (B) |
| 50 | Quiet Please / Chipwrecked           | Proszę o ciszę / Zemsta Chipa                     | 19 września 2020  | 8 lutego 2021                                     |
| 51 | Chipocalypse                         | Chipokalipsa                                      | 16 stycznia 2021  | 9 lutego 2021                                     |
| 52 | Rent Control / Pool's Gold           | Wizyta rodziców / Najlepszy basen w mieście       | 23 stycznia 2021  | 10 lutego 2021                                    |
| 53 | Big Resolution / Winter Greens       | Postanowienia noworoczne / Zima w wielkim mieście | 30 stycznia 2021  | 11 lutego 2021                                    |
| 54 | Mages & Mazes / Okay Karaoke         | Planszówka / Karaoke                              | 6 lutego 2021     | 12 lutego 2021                                    |
| 55 | Date Night / The Room                | --- / ---                                         | 13 lutego 2021    | nieemitowany                                      |
| 56 | Bleeped / Sellouts                   | --- / ---                                         | 6 marca 2021      | nieemitowany                                      |
| 57 | Fast Foodie / Spaghetti Theory       | --- / ---                                         | 13 marca 2021     | nieemitowany                                      |
| 58 | Ding Dongers / Animation Abomination | --- / ---                                         | 20 marca 2021     | nieemitowany                                      |
| 59 | The Van / Bat Girl                   | --- / ---                                         | 27 marca 2021     | nieemitowany                                      |